# Юго Легран
Юго Легран  (фр. Ugo Legrand, 22 січня 1989) — французький дзюдоїст, олімпійський медаліст.

## Виступи на Олімпіадах
| Олімпіада   | Дисципліна      | Місце |
| ----------- | --------------- | ----- |
| Лондон 2012 | легка категорія | 3T    |